# Черёмушки (Городецкий район)
Черёмушки — деревня в Городецком районе Нижегородской области. Входит в состав Зиняковского сельсовета.

## История
В 1965 г. Указом Президиума ВС РСФСР деревня Дурино переименована в Черемушки.

## Население
| 2002 | 2010 |
| ---- | ---- |
| 2    | ↘1   |